# Scopula quettensis
Scopula quettensis là một loài bướm đêm trong họ Geometridae.